# Vsevolod Kocetov
Vsevolod Kocetov (n. 4 februarie S.V. 22 ianuarie 1912 - d. 4 noiembrie 1973) a fost un scriitor rus sovietic.
Romanele sale au o tentă proletcultistă și înfățișează transformările aduse de socialism.

## Scrieri
- 1952 Neamul Jurbinilor (Журбины)
- 1958 Frații Erșov (Братья Ершовы)
- 1962 Secretarul comitetului regional (Секретарь обкома).